# 1975년 대한민국
이 문서는 1975년 대한민국에서 일어난 사건을 다룬다.

## 재임자
제4공화국
- 대통령 : 박정희
- 국무총리 : 김종필 (~12월 18일), 최규하 (12월 19일~)